# Korban
Korban ou Qorban (em hebraico: קרבן, plural: korbanot קרבנות), também aportuguesado como Corbã, são os diversos tipos de sacrifícios e ofertas dentro do judaísmo. O significado literal é "aproximação" e existem 5 tipos:
1. Olah: a oferenda que é completamente queimada;
2. Minchá: oferenda de farinha;
3. Shelamim: oferenda de paz;
4. Chatat: oferenda pelo pecado;
5. Asham: oferenda pela transgressão;

Os primeiros três tipos de corbanot podem ser trazidos por um judeu por sua própria vontade como um presente a Deus. Os dois últimos tipos de corbanot devem ser oferecidos por um judeu após cometer um avera (pecado).

## [1]
1. ↑  http://www.synagoganetsarim.com.br/estudos%20pdf/as%20cinco%20oferendas%20+%20yhwh.pdf